# Duikbootaffaire
De duikbootaffaire ontstond toen de Nederlandse regering in 1980 een uitvoervergunning afgaf voor twee duikboten. Deze zouden gebouwd worden door de RSV-werf en geleverd worden aan de regering van het eiland Taiwan. China, dat Taiwan als afvallige provincie beschouwt, verminderde hierop in 1981 de diplomatieke betrekkingen met Nederland en ook de handelsbetrekkingen liepen schade op. Toenmalig premier Dries van Agt zou later zeggen dat Nederland als gevolg van deze beslissing enige tijd bij de Chinese regering "achteraan het rijtje Europese landen" zou komen te staan.